# Hinter dem Gare Saint-Lazare
Hinter dem Gare Saint-Lazare ist eine Schwarz-Weiß-Fotografie des französischen Fotografen Henri Cartier-Bresson, aufgenommen 1932 in Paris. Das Bild hat variable Abmessungen, abhängig von den verschiedenen Abzügen, wobei eine der Versionen 44,8 × 29,8 cm misst. Es gilt als eines der bekanntesten und hochgelobten Werke von Cartier-Bresson und repräsentiert seinen charakteristischen Stil, der darauf abzielt, den entscheidenden Moment
in der Fotografie einzufangen.
Diese Fotografie wurde von der Zeitschrift Time als eines der 100 einflussreichsten Bilder aller Zeiten eingestuft.

## Geschichte und Beschreibung
Die spontane Aufnahme entstand am Place de l’Europe außerhalb des Bahnhof Saint-Lazare in Paris. Cartier-Bresson verwendete seine tragbare Leica-Kamera. In diesem Fall beobachtete er einen Mann, der in der Nähe einer umgefallenen Leiter über einen nassen Boden springt, ohne ihn zu berühren, während sein Schatten sich unter ihm spiegelt. Im Hintergrund werben Plakate an einer Wand für Tänzer, die die Bewegung des Mannes zu spiegeln scheinen, und für den Circus Railowski. Der Mann ist für immer in der Luft eingefroren, ohne das Wasser zu berühren. Dieses war eine der wenigen Aufnahmen, die der Künstler nachträglich beschnitt. Cartier-Bresson erklärte später: „Es gab einen Bretterzaun um einige Reparaturen hinter der Gare [Saint] Lazare, und ich schaute mit meinem Objektiv durch die Lücken. Das habe ich gesehen. Der Raum zwischen den Brettern war für meine Linse nicht ganz breit genug, deshalb ist das Bild links abgeschnitten.“

## Bedeutung
Das Foto wurde als bedeutendes Werk des Dokumentarstils anerkannt und ist ein ikonisches Beispiel für die Fähigkeit von Cartier-Bresson, den perfekten Moment einzufangen. Die reflektierte Szene vermittelt eine rätselhafte Atmosphäre und einen Hauch von Surrealismus, was typisch für den Stil des Fotografen ist.citation needed

## Kunstmarkt
Ein Abzug dieser Fotografie wurde am 17. November 2011 bei Christie’s für 590.455 US-Dollar versteigert, was zu dieser Zeit den höchsten Preis für ein Werk von Henri Cartier-Bresson darstellte.

## Öffentliche Sammlungen
Abzüge dieses Fotos sind in verschiedenen öffentlichen Sammlungen weltweit zu finden, darunter das Centre Pompidou in Paris
die Henri Cartier-Bresson Foundation in Paris, das Musée National d’Art Moderne in Paris, das Museum of Modern Art in New York, das International Center of Photography in New York, das Minneapolis Institute of Art und das San Francisco Museum of Modern Art.